# There Is No More Firmament

There Is No More Firmament est un album de John Zorn composé de plusieurs pièces tirées de son catalogue de musique de concert : Antiphonal Fanfare For The Great Hall (2013) pour six trompettes; Freud (2016) pour 2 violoncelles et violon; Merlin pour trompette solo (2 versions); Divagations (2014) pour piano et accompagnement basse/batterie improvisé; The Steppenwolf (2012) pour clarinette solo; In Excelsis (2013) pour octet de cuivres; Il n'y a Plus de Firmament (2014) pour quintet à vent.

## Titres
| No | Titre                                 | Durée |
| -- | ------------------------------------- | ----- |
| 1. | Antiphonal Fanfare For The Great Hall | 3:52  |
| 2. | Freud                                 | 10:05 |
| 3. | Merlin                                | 6:10  |
| 4. | Divagations - Ravings                 | 5:19  |
| 5. | Divagations - Wanderings              | 4:36  |
| 6. | The Steppenwolf                       | 6:37  |
| 7. | In Excelsis                           | 2:22  |
| 8. | Merlin                                | 6:49  |
| 9. | Il n'y a Plus de Firmament            | 11:34 |

## Personnel
- James Baker - chef d'orchestre (9)
- Marcus Rojas - tuba (7)
- Matthew Welch - chef d'orchestre (1)
- Alex Bender - trompette (1)
- Marco Blaauw - trompette à double pavillon (8)
- Jay Campbell - violoncelle (2)
- Andy Clausen - trombone (7)
- Kevin Cobb - trompette (7)
- Peter Evans - trompette en si bémol (3)
- Mike Gurfield - trompette (1)
- John Gattis - cor (9)
- Stephen Gosling - Piano (4,5)
- Louis Hanzlik - trompette (7)
- Andy Kemp - trompette (1)
- Tim Leopold - trompette (1)
- Christian McBride - basse (4,5)
- Rane Moore - clarinette, clarinette basse, clarinette en mi bémol (9)
- Adrian Morejon - basson (9)
- Sam Nester - trompette (1)
- Mike Nicolas - violoncelle (2)
- Tara Helen O'Connor - flute, piccolo, flute alto, flute basse (9)
- Chris Otto - violon (2)
- Michael Powell - trombone (7)
- Eric Reed - cor (7)
- Stephanie Richards - trompette (1)
- John D. Rojak - trombone basse (7)
- Joshua Rubin - clarinette en Fa (6)
- Arthur Sato - hautbois, cor anglais (9)
- Tyshawn Sorey - batterie (4,5)